# The Sound of San Francisco
Singles par Global Deejays
What a Feeling (Flashdance)
(2005)
Pistes de Network
Georg Luksch
(5) Mr Funk
(6)
The Sound of San Francisco est une chanson du groupe dance autrichien Global Deejays. 1er single extrait de l'album Network, The Sound of San Francisco sort le 20 septembre 2004. La chanson a été écrite par John Phillips, Konrad Schreyvogl, Florian Schreyvogl et produit par les Global Deeejays : Konrad Schreyvogl, Florian Schreyvogl, Mikkel Christensen.
le clip a été tourné en mai 2004.

## Format et liste des pistes
CD-Maxi
1. The Sound Of San Francisco (Progressive Short Mix)		3:33
2. The Sound Of San Francisco (Clubhouse Short Mix)		3:34
3. The Sound Of San Francisco (Progressive Extended Mix)	5:39
4. The Sound Of San Francisco (Clubhouse Extended Mix)		7:08

## Classement par pays
| Classement (2004-2005)                   | Meilleure position |
| ---------------------------------------- | ------------------ |
| Autriche Classement single               | 4                  |
| Belgique (Flandre) Classement single     | 38                 |
| Canada Classement single                 | 3                  |
| Pays-Bas Top 40                          | 31                 |
| France SNEP Classement single            | 18                 |
| Allemagne Classement single              | 12                 |
| Suisse Classement single                 | 29                 |
| États-Unis Billboard Hot Dance Club Play | 5                  |